# Rozseč (Žďár nad Sázavou)
Rozseč (in tedesco Rossetsch) è un comune ceco situato nel distretto di Žďár nad Sázavou, nella regione di Vysočina.